# Filago
|  | Per a altres significats, vegeu «Filago (Itàlia)». |

Filago és un gènere de plantes angiospermes de la família de les asteràcies (Asteraceae). Són plantes natives d'Europa, Àsia Central, Àsia Meridional, Àsia Occidental, oest de Sibèria, nord d'Àfrica, Texas, Nou Mèxic, oest de Mèxic i dels Estats Units d'Amèrica.

## Descripció
Són plantes herbàcies anuals amb tiges ramificades i tomentoses. Les fulles són tomentoses per les dues cares, estretes, amb el marge enter i es disposen de manera alternada. Les flors es troben agrupades en capítols en agrupacions globoses terminals i axil·lars, les bràctees interiors de l'involucre són escarioses i les exteriors herbàcies. Les flors exteriors són filiformes i femenines, les interiors, els flòsculs, són tubulars amb cinc lòbuls i habitualment hermafrodites, tot i que de vegades poden ser funcionalment masculines. El fruit és un aqueni amb papus en el cas de les flors interiors i molt reduït o absent en el cas de les flors exteriors.

## Taxonomia
Aquest gènere va ser publicat per primer cop l'any 1753 al segon volum de l'obra Species Plantarum del botànic suec Carl von Linné (1707-1778), i avui dia atribuït a Pehr Löfling, deixeble de Linné.

### Espècies
Dins del gènere Filago es reconeixen les 52 espècies següents:
- Filago aberrans Wagenitz
- Filago abyssinica Sch.Bip. ex A.Rich.
- Filago aegaea Wagenitz
- Filago albicans Andrés-Sánchez, M.M.Mart.Ort. & E.Rico
- Filago anatolica (Boiss. & Heldr.) Chrtek & Holub
- Filago arenaria (Smoljan.) Chrtek & Holub
- Filago argentea (Pomel) Chrtek & Holub
- Filago arizonica A.Gray
- Filago arvensis L.
- Filago asterisciflora (Lam.) Sweet
- Filago californica Nutt.
- Filago carpetana (Lange) Chrtek & Holub
- Filago castroviejoi Andrés-Sánchez, D.Gutt.Larr., E.Rico & M.M.Mart.Or
- Filago congesta Guss. ex DC.
- Filago contracta (Boiss.) Chrtek & Holub
- Filago cretensis Gand.
- Filago crocidion (Pomel) Chrtek & Holub
- Filago depressa A.Gray
- Filago desertorum Pomel
- Filago discolor (DC.) Andrés-Sánchez & Galbany
- Filago duriaei Coss. ex Lange
- Filago eriocephala Guss.
- Filago eriosphaera (Boiss. & Heldr.) Chrtek & Holub
- Filago filaginoides (Kar. & Kir.) Wagenitz
- Filago fuscescens Pomel
- Filago gaditana (Pau) Andrés-Sánchez & Galbany
- Filago germanica (L.) Huds.
- Filago griffithii (A.Gray) Andrés-Sánchez & Galbany
- Filago hispanica (Degen & Hervier ex Pau) Chrtek & Holub
- Filago hurdwarica (Wall. ex DC.) Wagenitz
- Filago inexpectata Wagenitz
- Filago libyaca (Alavi) Greuter
- Filago lojaconoi (Brullo) Greuter
- Filago longilanata (Maire & Wilczek) Greuter
- Filago lusitanica (Samp.) P.Silva
- Filago lutescens Jord.
- Filago mareotica Delile
- Filago mauritanica (Pomel) Dobignard
- Filago micropodioides Lange
- Filago neglecta (Soy.-Will.) DC.
- Filago palaestina (Boiss.) Chrtek & Holub
- Filago paradoxa Wagenitz
- Filago perpusilla (Boiss. & Heldr.) Chrtek & Holub
- Filago pertomentosa F.Ghahrem. & Akhundz.
- Filago petro-ianii Rita & Dittrich
- Filago prolifera Pomel
- Filago pygmaea L.
- Filago pyramidata L.
- Filago ramosissima Lange
- Filago sahariensis Chrtek & Holub
- Filago tyrrhenica Chrtek & Holub
- Filago wagenitziana Bergmeier

### Híbrids
S'ha descrit el següent híbrid natural:
- Filago × mixta Holuby

## Galeria

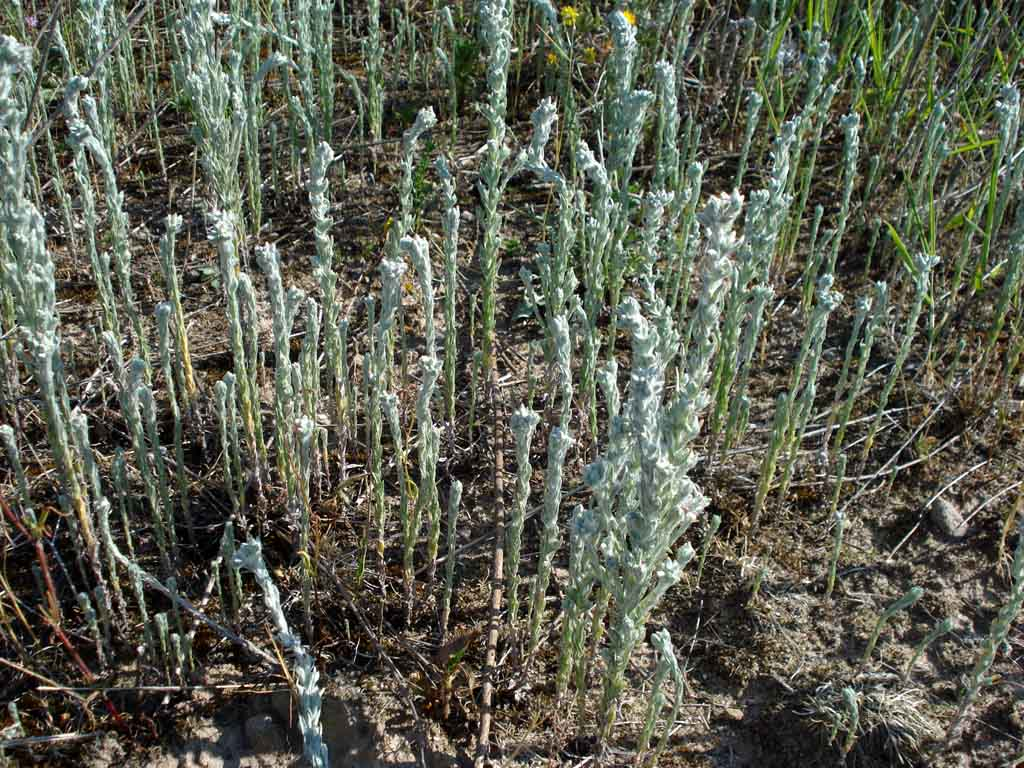
Filago arvensis
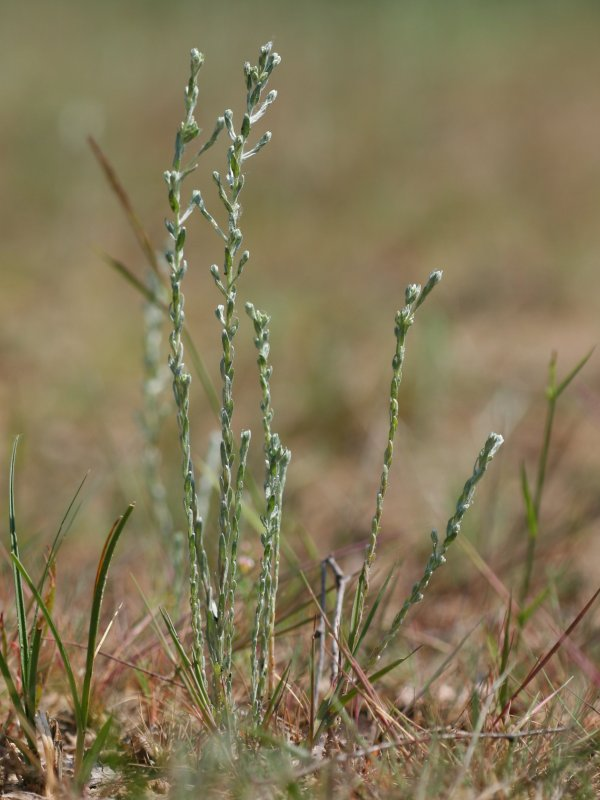
Filago minima, Small cudweed